# راکسبری (کنتیکت)
راکسبری، کنتیکت (به انگلیسی: Roxbury, Connecticut) یک شهرک در ایالات متحده آمریکا است که در کنتیکت واقع شده‌است.

## خصوصیات
راکسبری ۶۸٫۱ کیلومترمربع مساحت و ۲٬۳۲۷ نفر جمعیت دارد و ۱۶۵ متر بالاتر از سطح دریا واقع شده‌است.